# Crocus cancellatus

Crocus cancellatus es una especie de planta fanerógama del género Crocus perteneciente a la familia de las Iridaceae. Es originaria de  Turquía

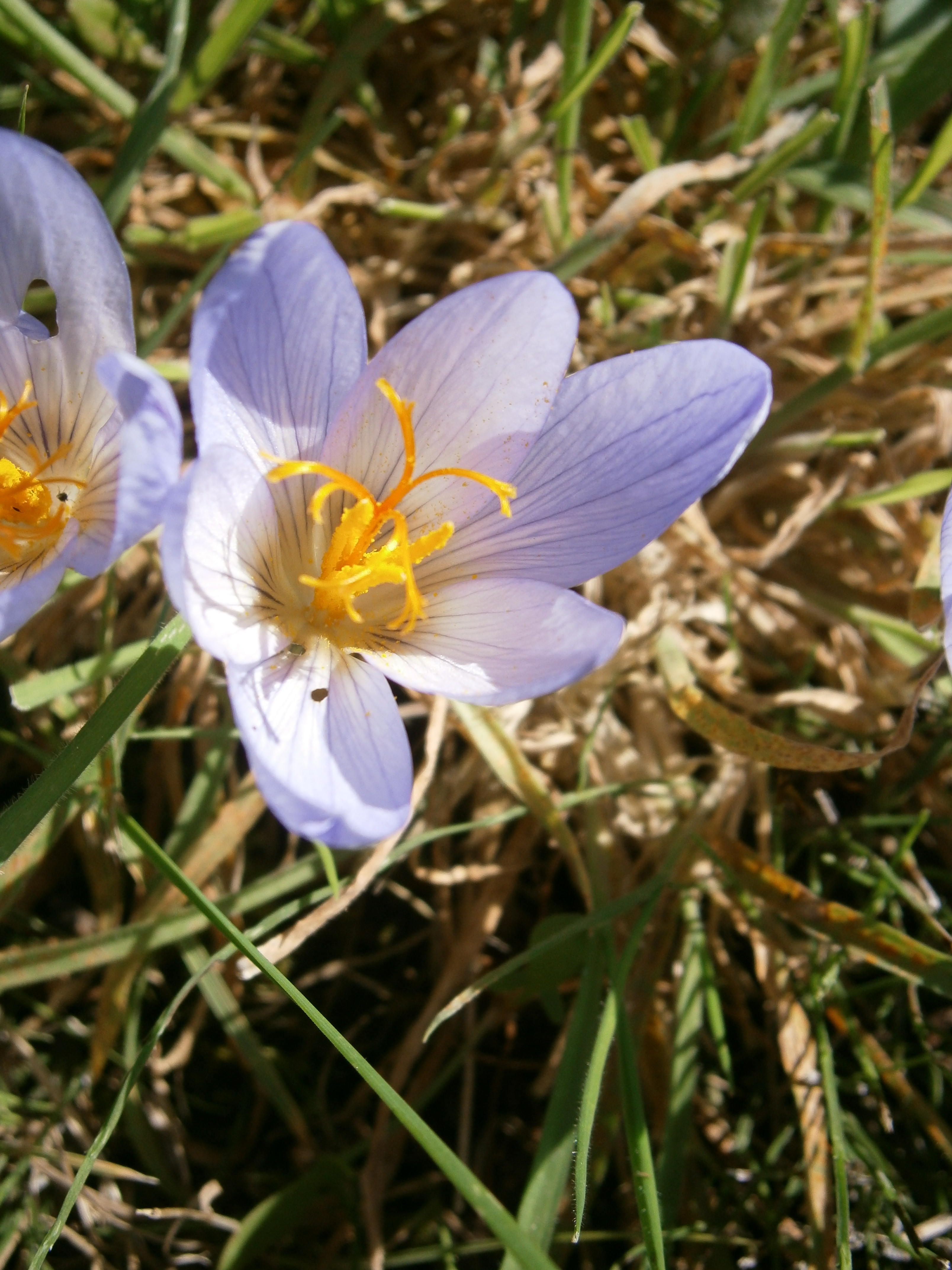
Flor

## Descripción
Crocus cancellatus es una flor laxa de Crocus que se distribuye por el sur de Turquía que produce las flores antes que las hojas. Tiene flores de color azul claro con rayas delgadas de color violeta oscuro en el exterior.

## Taxonomía
Crocus cancellatus fue descrita por William Herbert y publicado en Bot. Mag. 67: t. 3864 1841.
Etimología
Crocus: nombre genérico que deriva de la palabra griega:
κρόκος ( krokos ). Esta, a su vez, es probablemente una palabra tomada de una lengua semítica, relacionada con el hebreo כרכום karkom, arameo ܟܟܘܪܟܟܡܡܐ kurkama y árabe كركم kurkum, lo que significa " azafrán "( Crocus sativus ), "azafrán amarillo" o la cúrcuma (ver Curcuma). La palabra en última instancia se remonta al sánscrito kunkumam (कुङ्कुमं) para "azafrán" a menos que sea en sí mismo descendiente de la palabra semita.
cancellatus: epíteto latíno que significa "con forma de celosia".
Variedades aceptadas
- Crocus cancellatus subsp. damascenus (Herb.) B.Mathew
- Crocus cancellatus subsp. mazziaricus (Herb.) B.Mathew

Sinonimia
- Crocus cilicius Kotschy ex Baker
- Crocus pylarum J.Gay ex Tchich.[7][8]